# Félix Crisanto
Félix Joan Crisanto Velásquez (Brus Laguna, Gracias a Dios, Honduras, 9 de septiembre de 1990) es un futbolista hondureño. Juega de lateral derecho o extremo derecho, actualmente milita en el Marathón de la Liga Nacional de Honduras. 

## Trayectoria

### Victoria
A una corta edad se desplazó desde Brus Laguna, una de las regiones más pobres del país, hacia la ciudad más importante del Caribe hondureño, La Ceiba, con el deseo de enrolarse en las reservas de cualquiera de los históricos clubes de esa ciudad: Victoria y Vida. Finalmente, fue Victoria quien le abrió las puertas, pero previo a su debut profesional tuvo que ser cedido a clubes de la tercera división.
Debutó en Victoria, con tan solo 18 años de edad, el 4 de octubre de 2008, en la derrota de 1 a 2 de su equipo frente a Olimpia en Tegucigalpa. En 2012 disputó su primera final en Liga Nacional de Honduras y fue precisamente ante Olimpia. El 21 de agosto de 2013 debutó en un partido internacional, en la derrota como local de 2 a 3 ante los Xolos de Tijuana por la Concacaf Liga Campeones 2013-14.

### Motagua
El 16 de junio de 2015 se confirmó su traspaso al Motagua, club que adquirió su pase a cambio de US$ 44.500 y un contrato de 4 años. El 5 de agosto de 2015 hizo su debut contra el América en un encuentro disputado en el Estadio Azteca, válido por la Liga de Campeones de la Concacaf, que finalizó con victoria de 4 a 0 favorable a los «azulcremas». En el torneo local debutó con gol incluido el 16 de septiembre de 2015, en el triunfo a domicilio de 2 a 1 sobre el Juticalpa, por la primera fecha del Torneo Apertura 2015.

### Lobos BUAP
El 18 de julio de 2018 se confirmó su fichaje por los Lobos BUAP de la Liga MX, como petición expresa de Francisco Palencia para cubrir la vacante dejada por el peruano Luis Advíncula tras su marcha al Rayo Vallecano. El 22 de agosto de 2018 debutó jugando los 90 minutos durante la derrota de 1 a 2 contra Monterrey en el Estadio BBVA. Jugó su último partido el 28 de abril de 2019, durante la derrota en casa de 1 a 4 ante Cruz Azul. En el club mexicano tuvo un buen rendimiento individual junto con su compatriota Michaell Chirinos.

## Selección nacional
Recibió su primera convocatoria para los partidos de Eliminatorias Mundialistas para Rusia 2018 contra Panamá y Trinidad y Tobago. El 12 de enero de 2017 fue convocado para disputar la Copa Centroamericana 2017, torneo en el cual Honduras de adjudicó el título de campeón. Finalmente, el 16 de junio de 2017, Jorge Luis Pinto lo convocó a la Copa de Oro 2017.
Participaciones en eliminatorias mundialistas
| Eliminatorias                  | Resultado         | Partidos | Goles |
| ------------------------------ | ----------------- | -------- | ----- |
| Eliminatorias de Concacaf 2018 | 4° (no clasificó) | 2        | 0     |

Participaciones en Copa de Oro
| Copa de Oro      | Sede           | Resultado        | Partidos | Goles |
| ---------------- | -------------- | ---------------- | -------- | ----- |
| Copa de Oro 2017 | Estados Unidos | Cuartos de final | 3        | 0     |

Participaciones en Copa Centroamericana
| Copa Centroamericana      | Sede   | Resultado | Partidos | Goles |
| ------------------------- | ------ | --------- | -------- | ----- |
| Copa Centroamericana 2017 | Panamá | Campeón   | 2        | 0     |

## Clubes
| Club       | País     | Año       |
| ---------- | -------- | --------- |
| Victoria   | Honduras | 2008-2015 |
| Motagua    | Honduras | 2015-2018 |
| Lobos BUAP | México   | 2018-2019 |
| Motagua    | Honduras | 2019-2021 |
| Olimpia    | Honduras | 2021-2022 |
| Marathón   | Honduras | 2022-?    |

## Estadísticas

### Clubes
| Club | Div.                | Temporada           | Liga  | Liga  | Copas Nacionales(1) | Copas Nacionales(1) | Copas Internacionales(2) | Copas Internacionales(2) | Total | Total |
| Club | Div.                | Temporada           | Part. | Goles | Part.               | Goles               | Part.                    | Goles                    | Part. | Goles |
| --- | ------------------- | ------------------- | ----- | ----- | ------------------- | ------------------- | ------------------------ | ------------------------ | ----- | ----- |
| Victoria Honduras |                     |                     |       |       |                     |                     |                          |                          |       |       |
| 1.ª | 2008-09             | 1                   | 0     | —     | —                   | —                   | —                        | 1                        | 0     |       |
| 1.ª | 2009-10             | 0                   | 0     | —     | —                   | —                   | —                        | 0                        | 0     |       |
| 1.ª | 2010-11             | 6                   | 1     | —     | —                   | —                   | —                        | 6                        | 1     |       |
| 1.ª | 2011-12             | 9                   | 1     | —     | —                   | —                   | —                        | 9                        | 1     |       |
| 1.ª | 2012-13             | 41                  | 3     | —     | —                   | —                   | —                        | 41                       | 3     |       |
| 1.ª | 2013-14             | 33                  | 1     | —     | —                   | 3                   | 0                        | 36                       | 1     |       |
| 1.ª | 2014-15             | 31                  | 5     | 0     | 0                   | —                   | —                        | 31                       | 5     |       |
| Total | Total               | 121                 | 11    | 0     | 0                   | 3                   | 0                        | 124                      | 11    |       |
| Motagua Honduras |                     |                     |       |       |                     |                     |                          |                          |       |       |
| 1.ª | 2015-16             | 32                  | 2     | 3     | 0                   | 3                   | 1                        | 38                       | 3     |       |
| 1.ª | 2016-17             | 31                  | 6     | 1     | 1                   | —                   | —                        | 32                       | 7     |       |
| 1.ª | 2017-18             | 35                  | 0     | 0     | 0                   | 1                   | 0                        | 36                       | 0     |       |
| Total | Total               | 98                  | 8     | 4     | 1                   | 4                   | 1                        | 106                      | 10    |       |
| Lobos BUAP · México |                     |                     |       |       |                     |                     |                          |                          |       |       |
| 1.ª | 2018-19             | 24                  | 0     | 0     | 0                   | —                   | —                        | 24                       | 0     |       |
| Total | Total               | 24                  | 0     | 0     | 0                   | 0                   | 0                        | 24                       | 0     |       |
| Motagua Honduras |                     |                     |       |       |                     |                     |                          |                          |       |       |
| 1.ª | 2019-20             | 24                  | 2     | 0     | 0                   | 7                   | 0                        | 31                       | 2     |       |
| 1.ª | 2020-21             | 3                   | 0     | 0     | 0                   | 2                   | 0                        | 3                        | 0     |       |
| Total | Total               | 27                  | 2     | 0     | 0                   | 9                   | 0                        | 36                       | 2     |       |
| Olimpia Honduras |                     |                     |       |       |                     |                     |                          |                          |       |       |
| 1.ª | 2021-22             | 21                  | 1     | —     | —                   | 1                   | 0                        | 22                       | 1     |       |
| Total | Total               | 21                  | 1     | 0     | 0                   | 1                   | 0                        | 22                       | 1     |       |
| Marathón Honduras |                     |                     |       |       |                     |                     |                          |                          |       |       |
| 1.ª | 2022-23             | 39                  | 3     | —     | —                   | —                   | —                        | 39                       | 3     |       |
| Total | Total               | 39                  | 3     | 0     | 0                   | 0                   | 0                        | 39                       | 3     |       |
| Total en su carrera | Total en su carrera | Total en su carrera | 330   | 25    | 4                   | 1                   | 17                       | 1                        | 351   | 27    |
| (1)Incluye datos de la Copa de Honduras, Supercopa de Honduras y Copa México. (2)Incluye datos de la Liga de Campeones de la Concacaf y Liga Concacaf. |                     |                     |       |       |                     |                     |                          |                          |       |       |

## Palmarés

### Campeonatos nacionales
| Título                | Club    | País     | Año  |
| --------------------- | ------- | -------- | ---- |
| Torneo Apertura       | Motagua | Honduras | 2016 |
| Torneo Clausura       | Motagua | Honduras | 2017 |
| Supercopa de Honduras | Motagua | Honduras | 2017 |

### Campeonatos internacionales
| Título               | Club                  | País   | Año  |
| -------------------- | --------------------- | ------ | ---- |
| Copa Centroamericana | Selección de Honduras | Panamá | 2017 |